# لايت بوكس إنتراكتيف
لايت بوكس إنتراكتيف (بالإنجليزية: LightBox Interactive)‏ ، هي شركة أمريكية لتطوير ألعاب الفيديو، أسست سنة 2009م، وانتجت لعبة إلكترونية «ستارهاك» سنة 2012م.